# Cargolet roquer
El cargolet roquer (Salpinctes obsoletus) és un ocell de la família dels troglodítids (Troglodytidae) i única espècie del gènere Salpinctes Cabanis, 1847.

## Hàbitat i distribució
Habita les vessants rocoses i penya-segats, normalment amb matolls, des de les terres baixes fins les muntanyes, al Canadà sud-occidental i a través dels Estats Units fins Mèxic, incloent moltes illes properes a la costa de la Baixa Califòrnia, i a través d'Hondures, El Salvador i Nicaragua fins Costa Rica.